# بريتو غاردنر
بريتو غاردنر (بالإنجليزية: Brett Gardner)‏ (و. 1983  م) هو لاعب محترف لكرة القاعدة ‏، ولاعب كرة قاعدة، من الولايات المتحدة، ولد في هولي هيل، يلعب كلاعب دفاع ‏.

## روابط خارجية
- بريتو غاردنر على موقع دوري كرة القاعدة الرئيسي (الإنجليزية)
- بريتو غاردنر على موقعبيزبول رفرنس.كوم (الدوري الرئيسي) (الإنجليزية)
- بريتو غاردنر على موقعبيزبول رفرنس.كوم (الدوري الثانوي) (الإنجليزية)
- بريتو غاردنر على موقع إي إس بي إن.كوم (أم.أل.بي) (الإنجليزية)
- بريتو غاردنر على موقع مشجعي الرسوم البيانية (الإنجليزية)